# توپوتکان
توپوتکان (انگلیسی: Topotecan) یک داروی شیمی درمانی و یک مهارکننده توپوایزومراز است. این دارو یک آنالوگ مصنوعی و محلول در آب از ترکیب شیمیایی طبیعی کامپتوتسین است. از آن به شکل نمک هیدروکلراید آن برای درمان سرطان تخمدان،  سرطان ریه (کارسینوم سلول کوچک ریه/SCLC، سرطان دهانه رحم و سایر انواع سرطان استفاده می‌شود.

## عوارض جانبی
- سرکوب میلوسیتوپنی، به ویژه نوتروپنی، لکوپنی، کم خونی و ترومبوسیتوپنی
- اسهال، تهوع، استفراغ، استوماتیت و یبوست
- افزایش حساسیت به عفونت
- آستنی